# Хед, Бесси
Бесси Хед, урожденная Бесси Амелия Эмери, взяла фамилию мужа (англ. Bessie Head, Bessie Amelia Emery; 6 июля 1937, Питермарицбург — 17 апреля 1986, Серове) — южноафриканская и ботсванская писательница, писала на английском языке.

## Биография
Незаконная — по тогдашнему законодательству ЮАР — дочь белой и чернокожего. По одной из версий (многое в обстоятельствах рождения и жизни писательницы не до конца прояснено), мать зачала её от одного из низших служащих психлечебницы, в которую была помещена. Фактически Бесси не знала своих родителей. Училась в школе-интернате для цветных девочек под Дурбаном. Первый рассказ-притчу написала в 1951. Закончила двухгодичные учительские курсы. В 1950-х — 1960-х годах преподавала в Дурбане, Кейптауне, Йоханнесбурге, занималась журналистикой, печаталась в семейном журнале Drum, адресованном чернокожей публике. В 1960 была арестована за связи с национальным движением Pan Africanist Congress, выступавшим против апартеида, пыталась покончить с собой, была отправлена в психлечебницу. Не имела работы, её передвижение по стране было ограничено (власти отказывали в паспорте). В 1961 вышла замуж, в 1962 родила сына. В 1963 супруги расстались (официальный развод состоялся в 1986). В 1964 эмигрировала в Бечуаналенд (впоследствии — Ботсвана), не раз пыталась получить ботсванское гражданство, это удалось сделать только в 1979. Везде оставалась аутсайдером, переживала приступы психического расстройства, несколько раз была госпитализирована. В последние годы много пила.
Скончалась от гепатита в городской больнице, лишь начав приобретать известность, в том числе — международную, и выбиваться из привычной бедности.

## Творчество
Действие большинства произведений Бесси Хед развивается в Серове; исключение — роман в новеллах Кардиналы, написанный еще в ЮАР, но опубликованный посмертно.

## Книги
- Когда собираются тучи/ When Rain Clouds Gather (1968)
- Maru (1971)
- Вопрос о власти/ A Question of Power (1974, входит в число ста лучших африканских книг XX века)
- В ожидании Бога дождей/ Looking for a Rain God (1977)
- The Collector of Treasures and Other Botswana Village Tales (1977, новеллы)
- Serowe: Village of the Rain Wind (1981, нон-фикшн)
- A Bewitched Crossroad (1984)
- Рассказы о нежности и власти/ Tales of Tenderness and Power (1989, новеллы)
- A Woman Alone: Autobiographical Writings (1990, автобиографические сочинения)
- A Gesture of Belonging: Letters from Bessie Head, 1965—1979 (1991, письма)
- The Cardinals (1993)
- Imaginative Trespasser. Letters between Bessie Head, Patrick and Wendy Cullinan 1963—1977 (2005, письма)

## Признание и наследие
Архив Бесси Хед хранится в ботсванском мемориальном музее имени Короля Хамы III. В 2003 писательница была посмертно награждена национальным орденом ЮАР Ихаманга. В 2007 в Ботсване создан Фонд её наследия, учреждена премия её имени. Библиотеке в Питермарицбурге было присвоено имя Бесси Хед. Её произведения не раз переиздавались, переведены на многие языки.